# Weesp

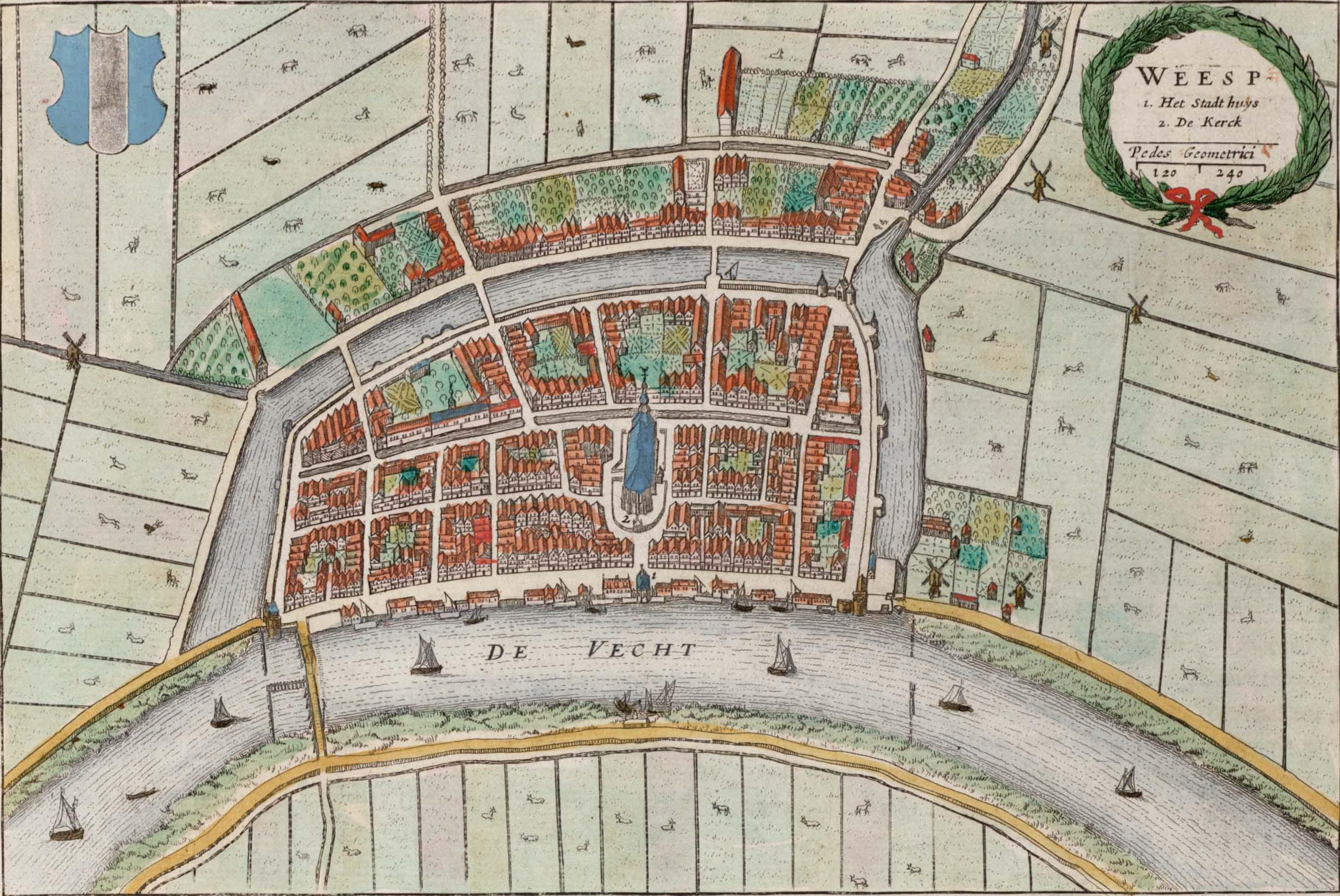
Kaart van de stad Weesp in 1649, met in het midden de Grote of Sint Laurenskerk.

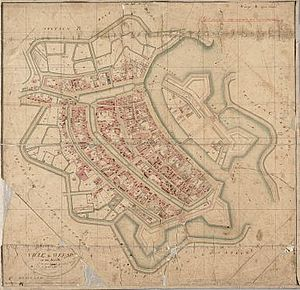
Kaart van Weesp uit 1812. Duidelijk zichtbaar zijn de nooit voltooide bastions, twee aan de noordkant en twee aan de westkant van de stad.

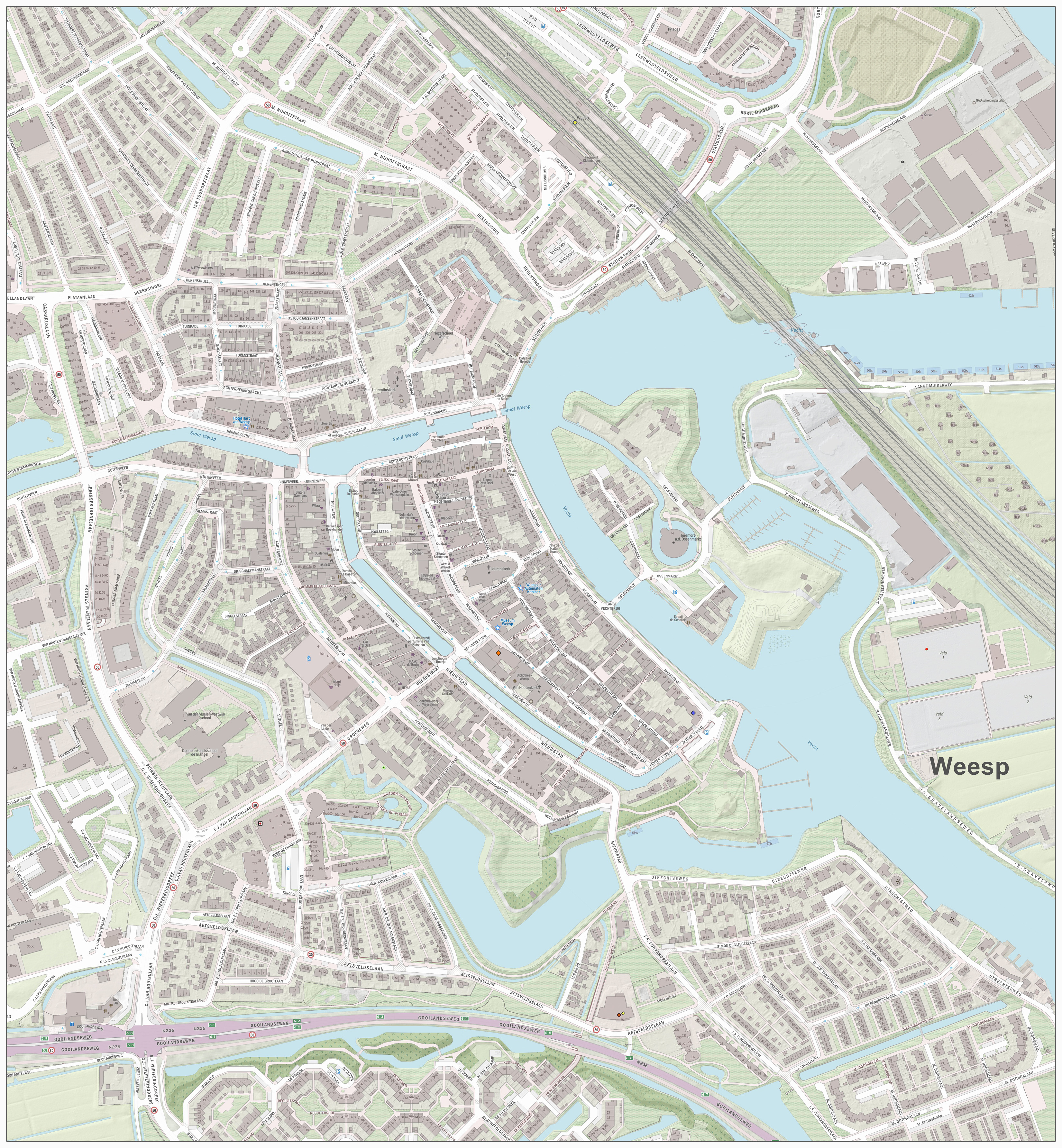
Kaart van de oude vesting van Weesp.

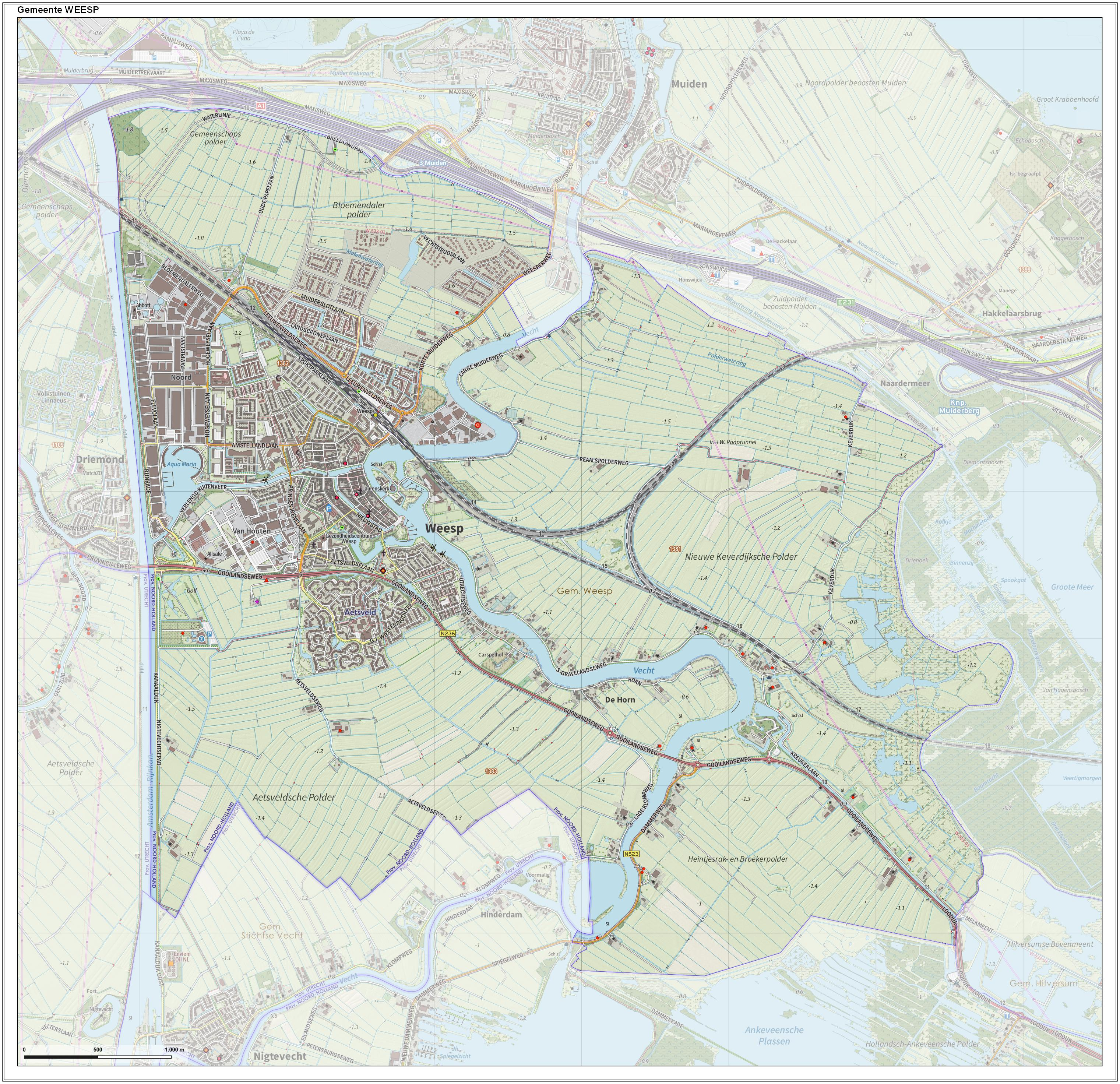
Kaart van de gemeente Weesp op 1 januari 2022.

Weesp (uitspraakⓘ) is een historische stad in de Nederlandse provincie Noord-Holland, en een voormalige gemeente. Sinds maart 2022 is het een zogenoemd stadsgebied binnen de gemeente Amsterdam.
De plaats is ingesloten tussen het Amsterdam-Rijnkanaal, de autosnelweg A1 en de Vecht. Ze telt, samen met de naburige kernen De Horn en Uitermeer, 20.766 inwoners (1 januari 2022, bron: CBS).
Weesp verkreeg in 1355 stadsrechten en groeide in de daaropvolgende eeuwen uit tot een vestingstad in de Oude en Nieuwe Hollandse Waterlinie. Jenever en bier, evenals cacao, waren lange tijd de economische drijfveren. In de 20e eeuw werd Weesp een forensenplaats voor het nabijgelegen Amsterdam.
Vanaf het begin van de 19e eeuw was de stad Weesp met het omliggende gebied een zelfstandige gemeente. Aangrenzend lag de gemeente Weesperkarspel, die werd opgeheven in 1966. Een deel daarvan kwam bij Amsterdam (Zuidoost) en een deel bij de gemeente Weesp.
Per 24 maart 2022 is Weesp niet langer een zelfstandige gemeente, maar maakt het deel uit van de gemeente Amsterdam. Daar vormt Weesp samen met de kern Driemond een bestuurscommissiegebied met een 'status aparte'.

## Naam
De oude Latijnse (gelatiniseerde) benaming voor Weesp is Wesopa. Deze naam leeft voort in het bioscoop-theatergebouw City of Wesopa. De eerste vermeldingen van Weesp stammen echter van omstreeks het jaar 1150 als Wis(e)pe of Wesepa. De naam is afkomstig van een riviertje, de Smalweesp, waarvan de naam weer afkomstig is van het Germaanse stamwoord apa (rivier, stroom) met mogelijk een Germaanse toevoeging wisi- ('goed') of het Indo-Europese wis of weis ('stromen, wegstromen').

## Eerste bewoning
De omgeving moet al lange tijd bewoond zijn geweest. Er zijn in Weesp resten gevonden van nederzettingen uit de zesde eeuw voor Christus. In de Aetsveldsche polder ten zuiden van Weesp werd door de Stichting voor Bodemkartering uit Wageningen een vindplaats ontdekt uit de Midden- en Late IJzertijd. Uit het onderzoek kwam de conclusie dat omstreeks 300-200 v.Chr de oevers aan de Vecht intensief werden bewoond.

## Kasteel
Tussen de 13e en de 17e eeuw was er een kasteel bij Weesp. Het kasteel lag aan de Vecht nabij het huidige Fort bij Uitermeer. Vermoedelijk werd het kasteel 'Huis ten Bosch' in het midden van de dertiende eeuw gebouwd in opdracht van Egbertus van Amstel, een van de heren van Amstel. Het hield stand tot de inval van de Fransen in 1672, toen het tot op de fundamenten werd gesloopt. De restanten van dit kasteel onder het maaiveld zijn in 2022 bij archeologisch onderzoek onderzocht.

## Vesting Weesp
Voor 1355 had Weesp al een aarden en houten omwalling. Op 20 mei 1355 verleende Willem van Beieren, de graaf van Holland, stadsrechten aan Weesp. De stad lag namelijk strategisch aan de grens tussen het machtsgebied van de graven van Holland en de bisschop van Utrecht. De stad kreeg met de stadsrechten het recht (en de plicht) om stadsmuren te bouwen. De noodzaak bleek al het volgend jaar, toen troepen van de bisschop van Utrecht huishielden in Weesp.

Behalve een eigen bestuur en rechtspraak werd het poorterrecht ingevoerd, dat noodzakelijk was voor de bewoners die een eigen beroep of bedrijf wensten uit te oefenen. Door het verlenen van deze stadsrechten en uitbreidingen daarop door Albrecht van Beieren en keizer Karel V, werd Weesp een welvarende stad. Er vestigden zich onder meer bierbrouwers uit Amsterdam vanwege het schone Vechtwater.
Eind 15e eeuw viel het stadje in handen van de troepen van Gelre, die het gebruikten als uitvalsbasis voor plundertochten in Amsterdam.
Dat maakte het noodzakelijk, dat de stad zich beter kon verdedigen en vanaf 1517 werden er stenen stadsmuren gebouwd.
Na de Franse belegering in 1672 werd de verdediging van Weesp flink uitgebreid met vier bastions (oud-Nederlands vestingstelselstijl), waarvan twee op de Ossenmarkt, het door het graven van een gracht ontstane eiland in de Vecht. De vesting werd echter nooit voltooid. De overige vier bastions die in het ontwerpplan zaten werden niet gebouwd, waarschijnlijk door geldgebrek. Twee singels markeren de plaats waar deze bastions zouden komen.
In september 1787 trokken diverse Pruisische divisies Nederland binnen. De veldtocht verliep voorspoedig en in de nacht van 22 op 23 september viel de Pruisische bevelhebber Von Kalkreuth Weesp aan. De aanval mislukte in de duisternis en de regen. De kanonnen ter ondersteuning van de Pruisische aanval konden door de modderige wegen niet worden aangevoerd, waar het geschut op de bastions van Weesp geen last van had. De kanonnen vuurden op de aanvallers en toen de sluizen werden geopend om het land onder water te zetten, trokken de Pruisen zich terug.
De vesting met het Torenfort aan de Ossenmarkt en de in de omgeving liggende forten maakten deel uit van de Hollandse Waterlinie en later ook van de Stelling van Amsterdam. Ten oosten van Weesp ligt het Fort bij Uitermeer, ten zuidoosten het Fort bij Hinderdam en ten noorden de vestingstad Muiden.

## Bereikbaarheid
Vanaf het begin was Weesp bereikbaar via de Vecht vanuit Utrecht en Muiden. In 1639 kreeg Weesp een verbinding per trekschuit met Amsterdam, na de aanleg van de Weespertrekvaart. Voordien ging al dit verkeer via de Vecht en de Zuiderzee. Naast het personenvervoer was ook het transport van schoon drinkwater uit de Vecht met waterschepen naar Amsterdam van belang. Weesp werd ook per trein bereikbaar met de ingebruikname van de spoorlijn Amsterdam - Hilversum in 1874, met de opening van het Station Weesp.

## Stadsbeeld

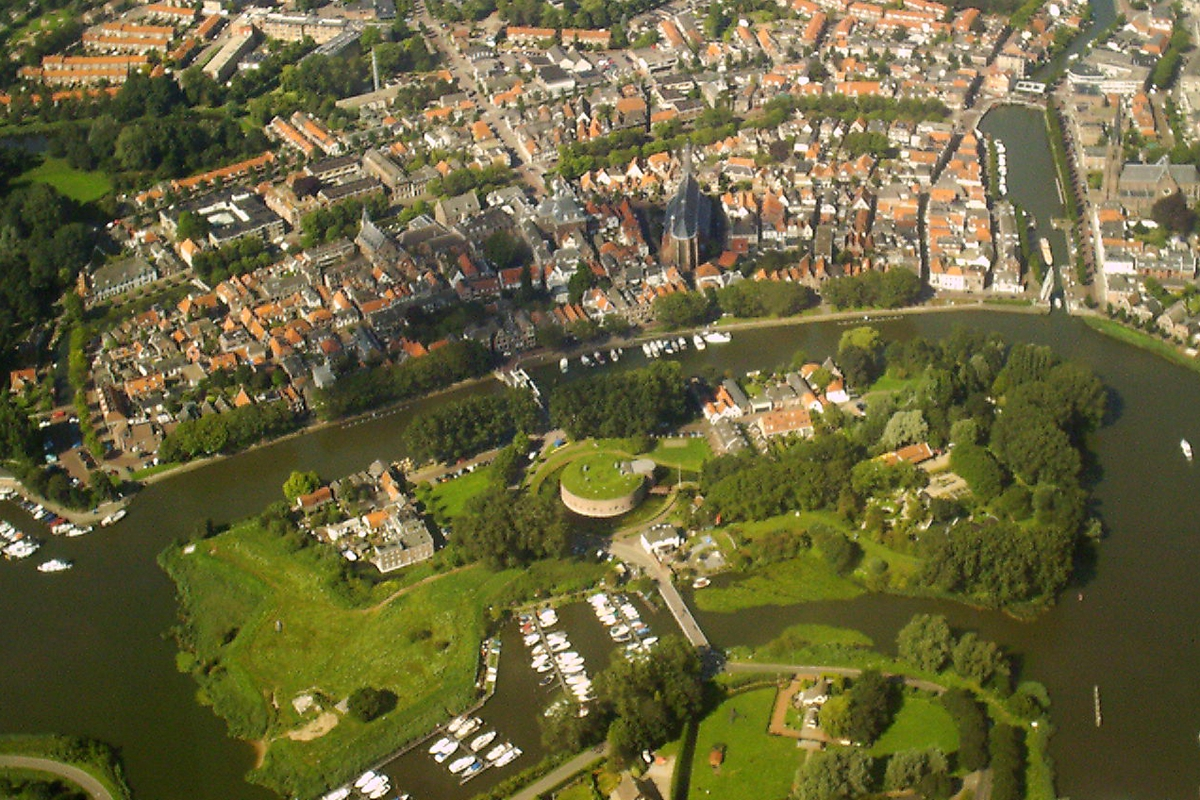
Weesp met het Torenfort aan de Ossenmarkt op de voorgrond.

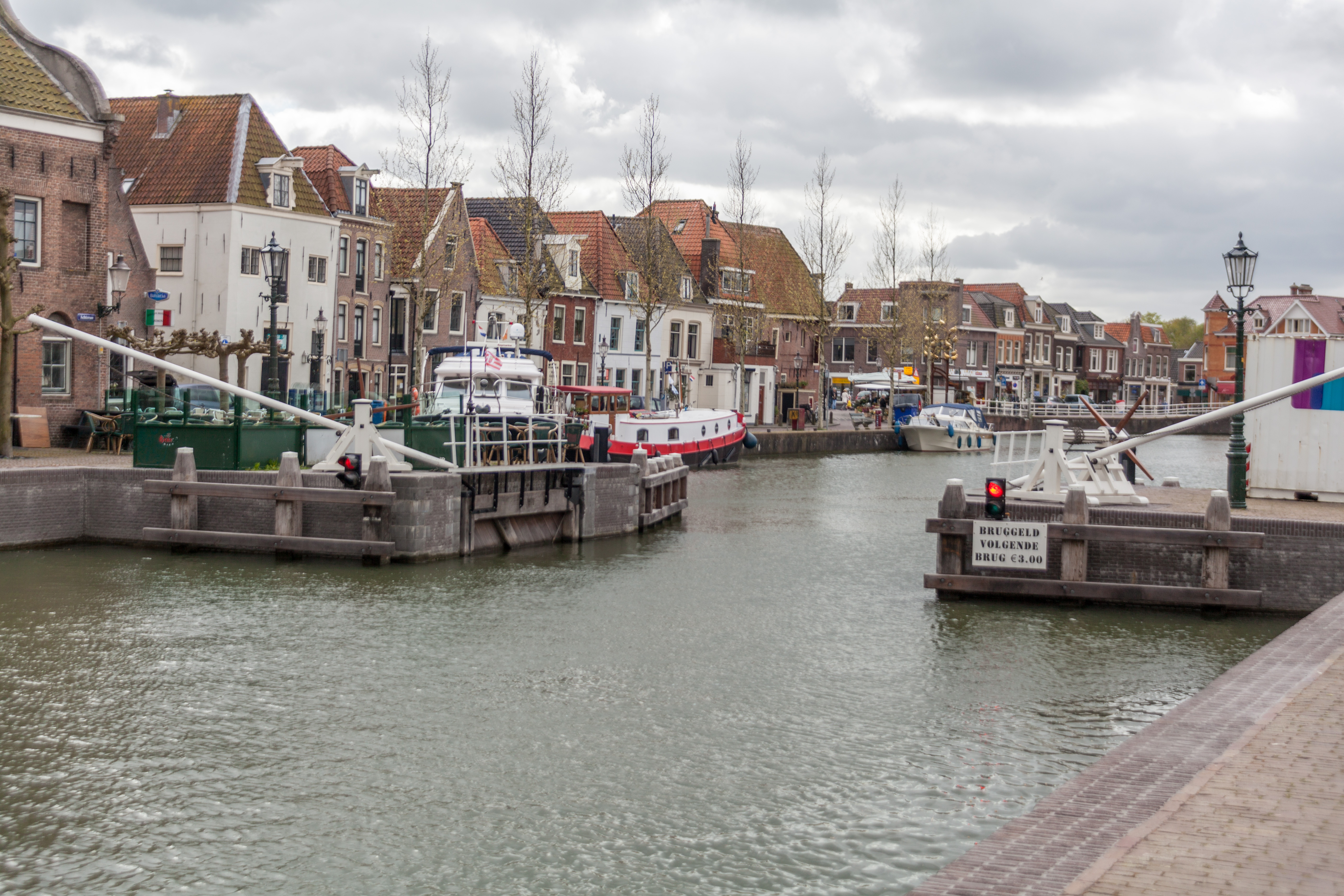
De Weesper binnenstad aan het Smal Weesp.

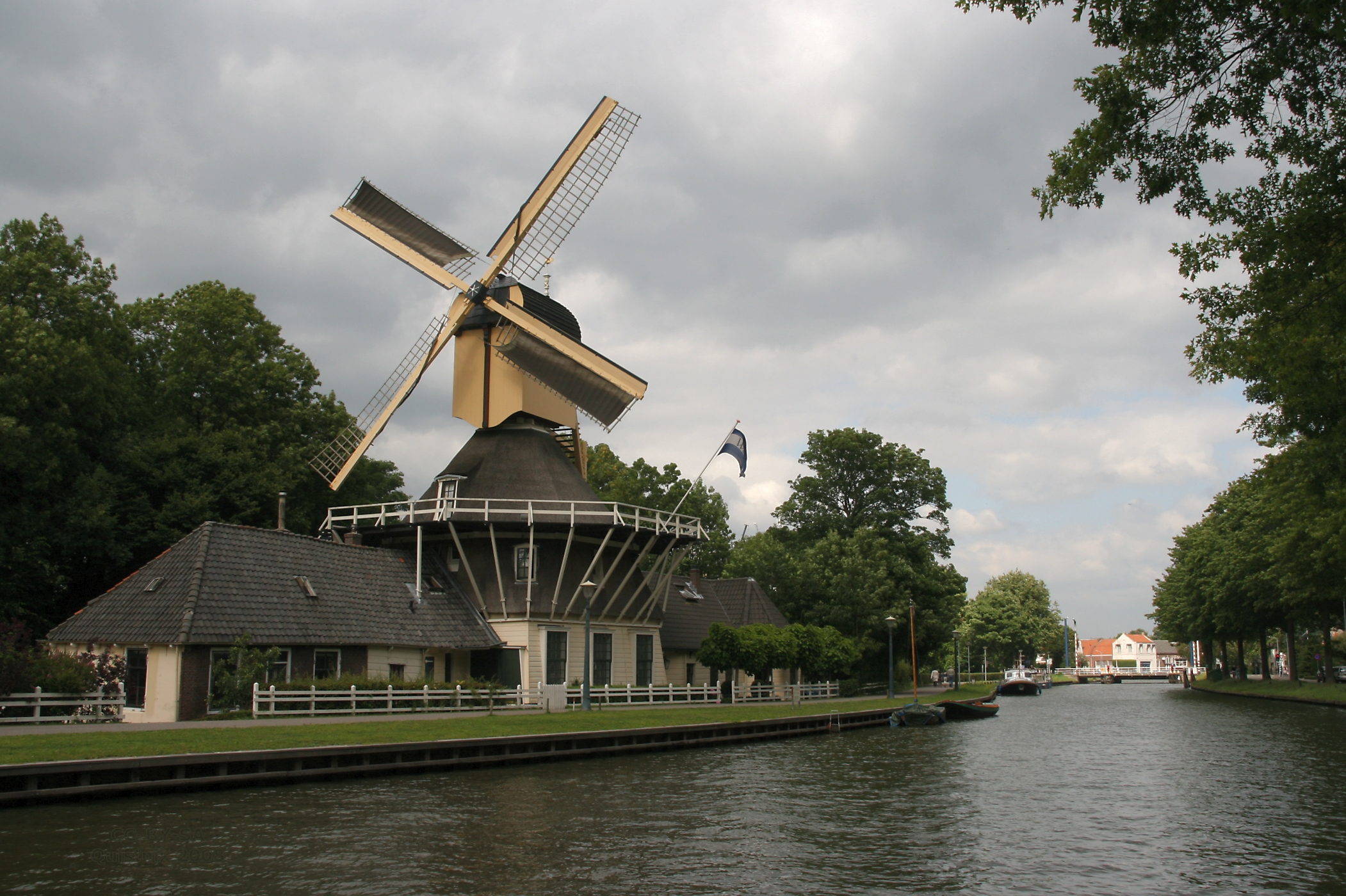
Molen 't Haantje

#### Bezienswaardigheden
Weesp heeft een historische binnenstad met:
- Ruim 200 rijksmonumenten, zie de lijst van rijksmonumenten in Weesp.
- Een beschermd stadsgezicht.
- Vestingwerken, o.a. het torenfort aan de Ossenmarkt uit 1861 en wallen uit de zeventiende eeuw.
- De gotische Grote of Sint Laurenskerk (1462) met een Bätzorgel uit 1823.
- Het neoclassicistische stadhuis van Weesp, gebouwd in 1772-1776 door Jacob Otten Husly, huisvest het gemeentemuseum met o.a. Weesper porselein.
- De rooms-katholieke Sint-Laurentiuskerk uit 1876.
- In Weesp hebben van oudsher vele molens gestaan, hiervan zijn er drie nog aanwezig: de Vriendschap, de Eendragt en 't Haantje.

In Weesp zijn diverse zie beelden, sculpturen en objecten geplaatst in de openbare ruimte. Verder heeft de stad ook een theater, genaamd de City of Wesopa. Ook heeft Weesp enkele oorlogsmonumenten.

### Aetsveld
Ten zuiden van de Gooilandseweg is in de jaren tachtig een nieuwbouwwijk Aetsveld verrezen in de Over en Binnen Aetsveldsepolder. Dit gebied behoorde tot 1966 toe aan de voormalige gemeente Weesperkarspel. De wijk bestaat voornamelijk uit laagbouw. Ook zijn er een aantal voorzieningen zoals een supermarkt, snackbar en een sporthal. De wijk heeft maar één ontsluitingsweg, de G.J. Wiefferingdreef die van west naar oost met een halve cirkel door de wijk loopt.

### Weespersluis
Aan de noordkant van Weesp, tegen de grens met Gooise Meren, ligt de Bloemendalerpolder, een veenweidegebied. In deze polder komt de nieuwe buurtschap Weespersluis, waarvan de bouw in 2017 is begonnen.

### Industrieterrein Noord
Aan de noordwestkant van Weesp tussen tussen de Weesperbrug en de spoorbrug Weesp, aan de oostzijde van het Amsterdam-Rijnkanaal bevindt zich het circa 70 hectare grote industrieterrein Noord.

### Leeuwenveld
Aan de achterkant (noordzijde) van het station wordt in vier fasen het uitbreidingsplan Leeuwenveld gerealiseerd. Sinds 1997 is Leeuwenveld 1 bewoonbaar. Van Leeuwenveld 2 zijn de woningen in 2009/2012 opgeleverd en bewoond.

## Economie
Weesp kende een belangrijke stedelijke nijverheid, waarin bierbrouwerijen en jeneverstokerijen eeuwenlang een rol speelden. De lokale economie kreeg in 1850 een belangrijke impuls door de vestiging van chocoladefabriek Van Houten.

## Verkeer en vervoer

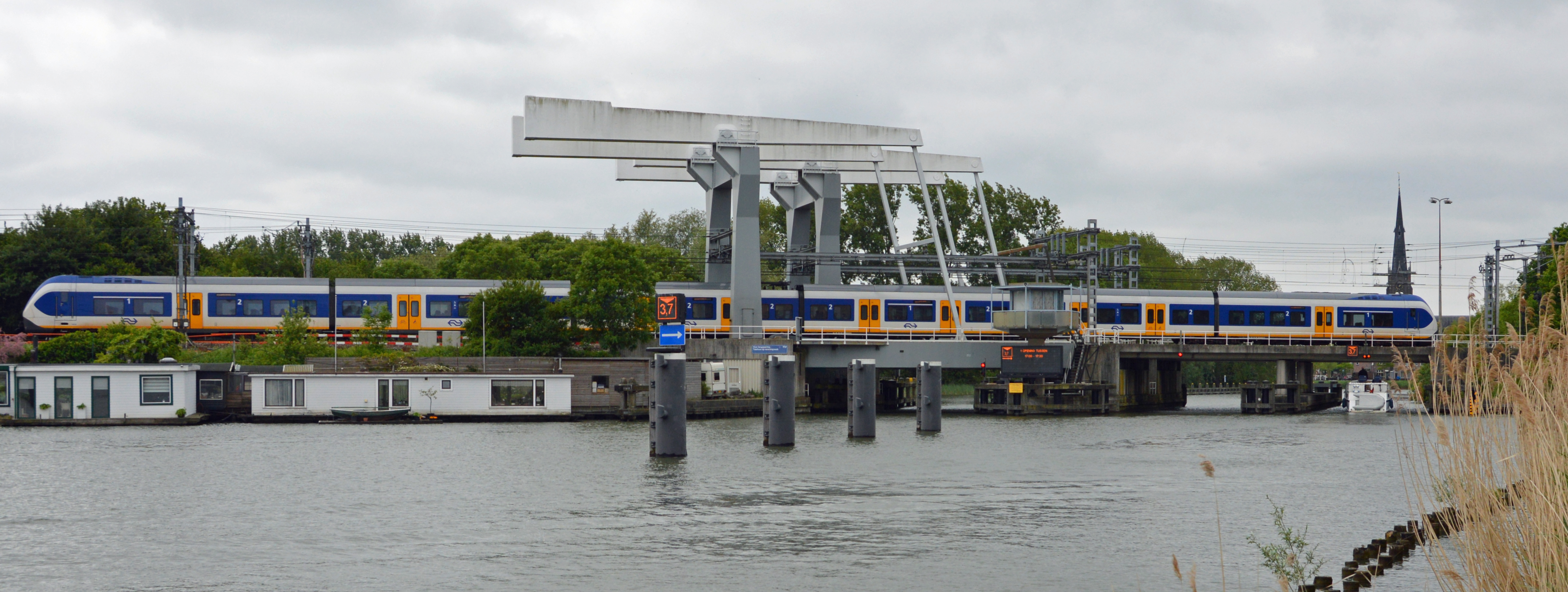
Een Sprinter op de spoorbrug over de Vecht, nabij station Weesp.

De belangrijkste doorgaande verkeersweg is de Gooilandseweg, onderdeel van de Provinciale weg N236. Aan de westkant, over de Weesperbrug naar Driemond, in de gemeente Amsterdam, heet de N236 simpelweg "Provincialeweg" en sluit bij het Gaasperpark aan op de Rijksweg A9 (afslag Weesp). Aan de oostkant gaat de Gooilandseweg over de Vechtbrug Uitermeer. Verder zuidoostelijk, in de gemeente Wijdemeren, bij de Ankeveense Plassen en 's-Graveland, wordt dit de Loodijk.
Sinds 1874 heeft Weesp een station aan de spoorlijn Amsterdam - Amersfoort, men kon voortaan per trein in de richtingen Amsterdam Centraal en Hilversum reizen. Sinds 1987 is er de verbinding met Almere bijgekomen en in 1993 de verbinding richting Station Amsterdam Zuid. Het oorspronkelijke stationsgebouw werd in 1967 door nieuwbouw vervangen.
Daarnaast beschikt Weesp over een buslijn van het (Amsterdamse) GVB, twee buslijnen van Transdev en een buurtbus van Syntus Utrecht. De buslijnen, behalve lijn 110, hebben een beperkte dienstregeling (niet 's avonds en zaterdag en zondag).
- GVB stadsbus 49 naar Amsterdam-Zuidoost (Station Amsterdam Bijlmer ArenA)
- Transdev streekbus 106 naar Aetsveld, Nederhorst den Berg (wel 's avonds en zaterdag) en Hilversum
- Transdev streekbus 110 naar Weespersluis, Muiden, Muiderberg, Naarden en Bussum (station Naarden-Bussum)
- Syntus buurtbus 522, naar Nigtevecht, Loenen en Vreeland. Deze buurtbus rijdt maandag t/m zaterdag overdag en niet op zon- en feestdagen.

## Bestuur en politiek

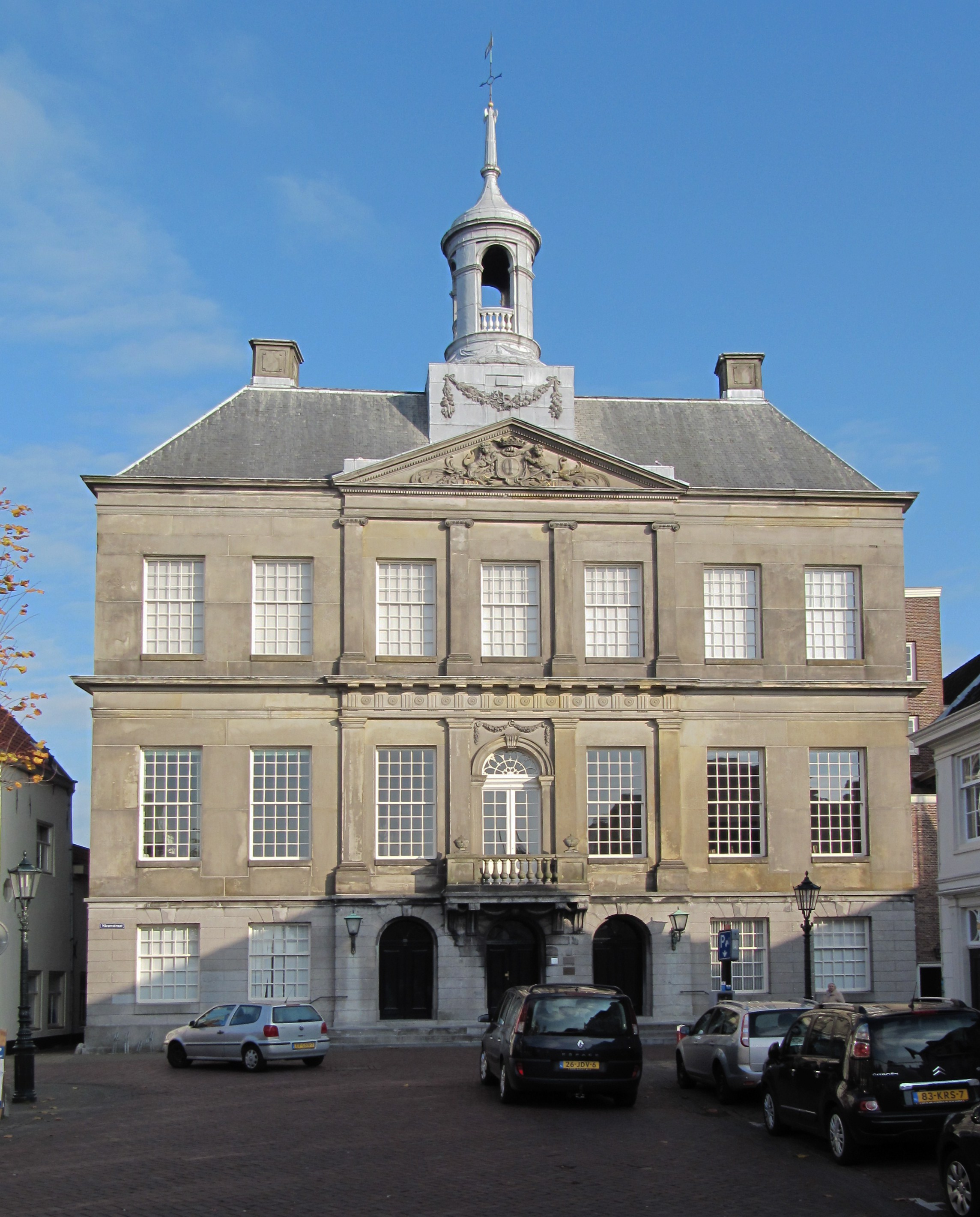
Het stadhuis. Op de tweede etage zit het Museum Weesp.

Weesp is sinds 24 maart 2022 een zogeheten 'stadsgebied' binnen de gemeente Amsterdam en wordt geleid door een bestuurscommissie van elf direct gekozen leden. Met de status van stadsgebied wijkt Weesp af van de andere bestuurslagen in Amsterdam: dat zijn de zeven stadsdelen. Het dorp Driemond, dat tot 2022 deel uitmaakte van Amsterdam-Zuidoost, behoort ook tot het stadsgebied Weesp.
Aanvankelijk was Weesp enige tijd betrokken geweest bij herindelingsplannen in het Gooi en de Vechtstreek. De gemeenteraad van Weesp had de wens uitgesproken om te fuseren met de gemeenten Bussum, Muiden en Naarden. Bussum zag meer in een fusie met alleen Naarden. Uiteindelijk werd er besloten tot een fusie per 1 januari 2016 van alleen Bussum, Naarden en Muiden, onder de naam Gooise Meren. In augustus 2013 besloot de provincie Noord-Holland dat Weesp voorlopig zelfstandig zou blijven. Weesp moest echter op korte termijn aansluiting zoeken bij hetzij Amsterdam, hetzij bij Gooise Meren.
In november 2017 maakte de gemeenteraad zijn voorkeur kenbaar voor een fusie met de gemeente Amsterdam. In de maand daarop besloot de raad een verzoek om een volksraadpleging te honoreren. Op 21 maart 2018, tijdens de gemeenteraadsverkiezingen, vond dit referendum plaats. De steun voor Amsterdam was met 57,4% het grootst, de steun voor Gooise Meren was 42,6%. Op 26 maart 2018 koos de gemeenteraad definitief voor de gemeente Amsterdam.
Per 1 juni 2019 ging in eerste instantie een ambtelijke fusie in, de bestuurlijke fusie zou niet vóór 2022 plaatsvinden, zo werd toen vastgesteld. In mei 2020 gaven de gemeenteraden van Amsterdam en Weesp hun goedkeuring aan een samengaan in 2022. Aanvankelijk was het plan dat Weesp zou worden ingedeeld in het Amsterdamse stadsdeel Zuidoost, maar in 2020 werd ervoor gekozen om van Weesp een apart stadsgebied te maken, met een uit 11 leden bestaande gekozen bestuurscommissie. De herindeling ging in op 24 maart 2022. Zo konden de Amsterdamse herindelingsverkiezingen worden gehouden op 16 maart 2022, tegelijk met de reguliere gemeenteraadsverkiezingen.

### Gemeenteraad
De gemeenteraad van de voormalige gemeente Weesp bestond uit 17 zetels. Hieronder de behaalde zetels per partij bij de gemeenteraadsverkiezingen sinds 1998:
| Gemeenteraadszetels            | Gemeenteraadszetels | Gemeenteraadszetels | Gemeenteraadszetels | Gemeenteraadszetels | Gemeenteraadszetels | Gemeenteraadszetels |
| Partij                         | 1998                | 2002                | 2006                | 2010                | 2014                | 2018                |
| ------------------------------ | ------------------- | ------------------- | ------------------- | ------------------- | ------------------- | ------------------- |
| CDA                            | 4                   | 4                   | 3                   | 3                   | 2                   | 3                   |
| PvdA                           | 4                   | 2                   | 3                   | 2                   | 2                   | 2                   |
| VVD                            | 4                   | 4                   | 2                   | 3                   | 2                   | 2                   |
| Weesper Stadspartij - WSP      | -                   | -                   | 5                   | 3                   | 5                   | 5                   |
| GroenLinks                     | 2                   | 2                   | 2                   | 2                   | 3                   | 3                   |
| D66                            | 1                   | 1                   | -                   | 3                   | 2                   | 2                   |
| Artikel50 / DSB / WBGM         | -                   | -                   | -                   | -                   | 1                   | -                   |
| Algemeen Ouderen Verbond Weesp | -                   | 4                   | 1                   | -                   | -                   | -                   |
| AOV/Unie55+                    | 2                   | -                   | -                   | -                   | -                   | -                   |
| Democratische Eenheidspartij   | -                   | -                   | 1                   | 1                   | -                   | -                   |
| Totaal                         | 17                  | 17                  | 17                  | 17                  | 17                  | 17                  |
| Opkomst                        |                     |                     |                     | 43,19%              |                     |                     |

## Geboren in Weesp
- Willem Jan Dirk van Iterson (1838-1897), landbouwkundige en schrijver
- Willy Mullens (1880-1952), filmproducent en -regisseur
- Rad Kortenhorst (1886-1963), advocaat en politicus
- Pieter van Velzen (1911-1990), kunstenaar
- Mies Bouhuys (1927-2008), dichteres, scenario-, toneel- en kinderboekenschrijfster
- Haty Tegelaar-Boonacker (1930-1994), politica
- Jan Steeman (1945-2022), radiopresentator
- Lars Boom (1946), scenarioschrijver, auteur, acteur en presentator
- Willem van Beusekom (1947-2006), omroepdirecteur, presentator en radio-dj
- Kees de Kort (1956), beursanalist en macro-econoom
- Debby Petter (1956), cabaretière, nieuwslezeres en tv-presentatrice
- Co Woudsma (1960), dichter
- Gerard van Gemert (1964), schrijver van jeugdboeken
- Caya de Groot (1967), actrice
- Wendy van Dijk (1971), actrice en tv-presentatrice
- Lieuwe Albertsma (1987), dj en zanger bekend onder zijn artiestennaam Wulf
- Bram Krikke (1994), radio-dj

## Stedenband
- Weesp onderhoudt een stedenband met Svitavy in Tsjechië.

## Trivia
- Een (geboren) Weesper wordt ook wel een Weesper mop genoemd: vernoemd naar het plaatselijke amandelkoekje.
- Wispe bier komt uit Weesp en wordt gebrouwen door de Wispe Brouwerij sinds 2009.
- In het gemeentearchief van Weesp ligt het oudste werkende jeneverrecept in Nederland. Uit 1630. Sinds 2016 wordt die jenever weer gemaakt door Anker Weesp.
- Het gemeentehuis van de gemeente Weesperkarspel (tot 1966) was gevestigd in een herenhuis aan de Hoogstraat in Weesp. Dit herenhuis is nu particulier bezit.[19]
- Er rijmt eigenlijk niets in het Nederlands op Weesp, maar Drs. P heeft er met een kunstgreep toch iets van gemaakt:

"Ik garandeer u", zei een arts in Weesp
"Dap mepperpijp uw straakgebrek geneesp"